# Georg Reisner
|  | No s'ha de confondre amb George Andrew Reisner. |

Georg Reisner (Breslau, Polònia, 1911 - Marsella, França, desembre de 1940) fou un fotògraf alemany expatriat del seu país durant els primers anys del nazisme. Juntament amb el seu company Hans Namuth, formà part del grup de reporters gràfics estrangers que durant la guerra civil de 1936 modernitzaren el fotoreportatge de guerra com Robert Capa, Gerda Taro, Walter Reuter, Kati Horna, Margaret Michaelis, Albert-Louis Deschamps o Víctor Horn.

## Biografia
Reisner, que vivia exiliat a París, va iniciar amistat amb Namuth, un altre expatriat alemany resident a la capital francesa. L'estiu de 1935 va demanar a aquest que li fes d'ajudant de fotògraf a l'estudi que acabava d'obrir a Port de Pollença (Mallorca), i el novembre tornaven a París, on vivien amb la mare de Georg i duien un estudi fotogràfic plegats, visquent com a fotoperiodistes.
Per encàrrec de la revista francesa Vu, l'estiu de 1936 van anar a Barcelona a cobrir l'Olimpíada Popular (que havia d'inaugurar-se el 19 de juliol com a resposta dels jocs organitzats pel règim nazi), i van ser dels pocs fotògrafs estrangers que eren a la ciutat el dia de la insurrecció militar; així, van copsar les primeres mobilitzacions ciutadanes davant del cop militar.
Després d'estar fotografiant la guerra civil durant nou mesos, l'estiu de 1937 Reisner i Namuth van tornar a París i van seguir-hi treballant de fotògrafs fins a la tardor de 1939; amb l'escalada d'hostilitats entre el país i el règim nazi van ser internats pels francesos, de la mateixa manera que altres alemanys adults. Mentre que al desembre Namuth va unir-se a la legió estrangera francesa i va escapar a Marsella, Reisner va suïcidar-se per por de rebre una pena de presó més dura o, fins i tot, de ser repatriat a Alemanya.

## Obra
L'any 2003 la seva obra es va poder veure a La Virreina dins l'exposició "Les brigades internacionals", juntament amb fotografies d'altres fundadors del fotoperiodisme modern, com Robert Capa, Gerda Taro i Agustí Centelles També té dues obres al Museu Reina Sofia.